# Свети Атанасий (Лъка)
Вижте пояснителната страница за други значения на Свети Атанасий.
„Свети Атанасий“ (на гръцки: Αγίου Αθανασίου) е възрожденска православна църква, разположена в село Лъка (Ланка), Костурско, Гърция. Църквата е енорийски храм на Костурската епархия.

## История
Църквата е гробищен храм, разположен в северния край на селото. Църквата е стара - построена е преди постоянното заселване на сегашните жители качауни, идващи от Епир. В църквата има запазени ценни икони.